# Ceriagrion pallidum
Ceriagrion pallidum е вид водно конче от семейство Coenagrionidae.

## Разпространение
Видът е разпространен в Лаос и Тайланд.